# Josef Adolf Bondy
Josef Adolf Bondy (* 23. Juni 1876 in Prag, Österreich-Ungarn; † 20. Dezember 1946 in London) war ein deutscher Journalist, Schriftsteller, Kritiker, Chefredakteur und Herausgeber.

## Leben

### Herkunft
Bondy war der Sohn von Juda Leopold Bondy (1842–1900) und dessen Ehefrau Franziska Bondy (1846–1919). 

### Karriere
Bondy studierte Philosophie und Literaturgeschichte in Berlin und Prag. 1900 wurde er an der Prager Universität promoviert. Von 1901 bis 1904 wirkte er als Redakteur der Zeitung Bohemia. Er gab die Zeitschrift Junge Dichter heraus, in der Rainer Maria Rilke seine erste Veröffentlichung hatte. Er zog nach Berlin und wirkte von 1904 bis 1933 als Journalist und Redakteur in Berlin, unter anderem als Korrespondent für die Neue Freie Presse, als Herausgeber der Neuen Revue und des Morgen im Jahre 1907. 1909 wirkte er als Redakteur von Nord und Süd und Feuilletonredakteur bei der Berliner Nationalzeitung. 
1933 emigrierte Bondy aufgrund der Nationalsozialisten nach Genf, wo er Experte für Völkerbundfragen war. Bis 1938 schrieb er auch für die Neue Wiener Zeitung. Später emigrierte er weiter in das Vereinigte Königreich, wo er bei Fritz Demuth im Central European Joint Comittee tätig war. In London verfasste er weiter literaturwissenschaftliche Werke. Er schrieb für das vom britischen Informationsministerium herausgegebene und von Dietrich Mende geleitete Wochenblatt Die Zeitung. 

### Familie
Bondy heiratete Olga Sara Bondy (geb. Freudenthal) (ca. 1846–ca. 1909) und bekam mit ihr zwei Kinder; 
- Louis Wolfgang Bondy (1910–1993), deutsch-britischer Buchhändler
- Clemens Bondy (1912–1986), Chemiker bei Revertex in Harlow

## Werke (Auswahl)
- Moderne Dichtung: Band 2, 1897
- Sommerabend
- Golgatha
- Das Lied
- Auf schmalen Bain...